# Der grauenvolle Mr. X
Der grauenvolle Mr. X ist ein in drei voneinander unabhängige Episoden aufgeteilter, US-amerikanischer Horrorfilm aus dem Jahre 1961 von Roger Corman. Vincent Price spielt in allen drei Geschichten die Hauptrolle, unterstützt in den einzelnen Kurzgeschichten von Peter Lorre, Basil Rathbone und Debra Paget. Price spricht in der Originalfassung auch die einführenden Worte zu jeder Episode. Der Film basiert auf drei Kurzgeschichten von Edgar Allan Poe und besticht „durch bonbonfarbene Farbphotographie mit surrealen Pop-Art-Effekten (blendende Kameraarbeit von Floyd Crosby).“

## Handlung
Alle Geschichten spielen im 19. Jahrhundert.

### Morella
Lenora Locke reist aus Boston heim zum Anwesen ihrer Eltern, um ihren Vater zu besuchen. Der hat sich vollkommen aus der Öffentlichkeit zurückgezogen und sich in seinem einst prachtvollen, heute aber komplett heruntergekommenen Anwesen quasi versteckt. Er wirkt ebenso verwahrlost wie das von Spinnenweben und Staub umhüllte Landschloss, dazu auch noch deprimiert und ist meist in betrunkenem Zustand. Der Alte zeigt sich wenig begeistert von Lenoras Rückkehr und erweist sich als schlechter Gastgeber. All dies liegt in dem frühen Tod von Lockes geliebter Frau begründet: Morella starb bei Lenoras Geburt im Kindbett. Die Schuld für Morellas Tod gibt der alte Locke einzig seiner Tochter.
Entsetzt muss Lenora feststellen, dass Mutters Leichnam noch immer nicht beerdigt wurde und auf ihrem Sterbebett liegend verfault. Lenora beschließt, nicht nach Boston zurückzufahren, sondern sich um den väterlichen Eremiten zu kümmern. Locke beginnt gegenüber seiner Tochter allmählich aufzutauen, als er erfährt, dass sie schwer erkrankt ist. Eines Nachts steigt Morellas Geist auf und bringt Lenora als Racheakt für ihren Kindbett-Tod um. Im Nu ist Morellas Körper so schön wie einst zu Lebzeiten. Nun aber beginnt Lenoras Körper ebenso schnell zu zerfallen wie einst der Morellas. Locke erstarrt vor Schreck, als er seine tote Frau erstmals wieder in alter Schönheit wiedersieht. Als auf dem Anwesen ein Feuer ausbricht erwürgt Morella ihren Mann. Im Angesicht des allseitigen Sterbens im Flammenmeer kehren Mutter und Tochter in ihre ursprünglichen Körper zurück.

### Die schwarze Katze
Der unförmige, aufgedunsene und stets trist blickende Montresor Herringbone hegt einen tiefen Hass gegen seine Gattin Annabel und ihren heißgeliebten schwarzen Kater, von dem er sich terrorisiert fühlt. Tagein tagaus treibt Herringbone sich im Wirtshaus herum, um nicht daheim sein zu müssen und sich, angesichts seines eigenen Lebenselends, mit dem Geld seiner Frau in Wein hemmungslos betrinken zu können. Bei einer Weinprobe lernt Herringbone den sehr von sich eingenommenen, großsprecherischen und blasierten Weinkenner Fortunato Luchresi kennen, den er erfolgreich herausfordert. Zwischen den beiden sehr ungleichen Männern entwickelt sich eine gute Bekanntschaft, die erst dann eine ungesunde Wende nimmt, als Luchresi die schöne Annabel kennen lernt.
Denn bald beginnt sich Fortunato mehr für Annabel zu interessieren, als es der Beziehung zu Montresor gut tut. Es dauert nicht lang, da beginnen der versnobte Wein-Connaisseur und die von ihrem fetten Gatten vernachlässigte Ehefrau ein Verhältnis. Der betrogene Ehemann kommt jedoch dahinter und mauert die beiden Ehebrecher im Keller in einer Mauernische kurzerhand lebendig ein. Doch wo ist die verhasste Katze geblieben? Montresor Herringbone macht sich darüber keine großen Gedanken – ein großer Fehler. Denn eines Tages erscheinen zwei Polizisten, die dem Verschwinden von Annabel Herringbone nachgehen wollen. Bei der Inspektion des Hauses wird auch schließlich der Keller besucht. Da die beiden eingemauerten Menschen, die Montresor Hörner aufgesetzt haben, längst tot sein müssten, macht sich der Witwer darüber keine großen Sorgen. Doch die höchst lebendige Katze macht sich lautstark bemerkbar – Herringbone hatte sie versehentlich mit eingemauert. Die beiden Polizisten reißen die Mauer ein, und ein Bild des Grauens offenbart sich vor ihnen.

### Der Fall Waldemar
Waldemar leidet unter einer schweren und schmerzhaften Erkrankung. Um seine Pein zu lindern, holt er einen bekannten Hypnotiseur zu sich, der ihn in Trance versetzen soll. Dieser Hexenmeister Carmichael soll Waldemar mit seinem Können in eine Art schmerzfreien Schwebezustand zwischen Leben und Tod versetzen. Carmichaels Zauber gelingt, doch der alte Mann nutzt schamlos Waldemars Halbdämmerzustand aus, um sich nunmehr an dessen Gattin Helene heranzumachen. Auch Waldemars in Trance geäußerter Bitte, ihn sterben zu lassen, damit wenigstens seine Seele endlich wieder frei sein könne, kommt der schurkische Carmichael nicht nach.
Die Monate vergehen, und während Waldemars halbtoter Körper im Bett sich allmählich aufzulösen scheint, führt Carmichael weiterhin skrupellos Experimente an Waldemar durch. Carmichael wird immer dreister und versucht Helene dazu zu bewegen, seine Frau zu werden. Doch es soll sich als großer Fehler erweisen, dass Carmichael Waldemars Bitte nicht nachkam, ihn endlich sterben zu lassen. Denn der halbtote Waldemar bündelt noch einmal sämtliche Kräfte und rafft sich auf, Carmichael diabolischem Treiben ein grausames Ende zu bereiten. In halbverwestem Zustand fällt er den Hypnotiseur an und tötet den skrupellosen Carmichael. Im letzten Moment kommt der Waldemar‘sche Hausarzt Dr. James hinzu und bringt die vor Schrecken erstarrte Helene Waldemar fort von diesem Ort des Schreckens.

## Synchronisation
Es existieren zwei deutsche Synchronfassungen. Die erste entstand im MGM Synchronisations-Atelier, Berlin. Die zweite entstand bei der Arena Synchron, ebenfalls Berlin. Michael Erdmann schrieb das Dialogbuch und führte Regie.
| Rolle                              | Darsteller     | Synchronsprecher (Kino 1964) | Synchronsprecher (TV 1984) |
| ---------------------------------- | -------------- | ---------------------------- | -------------------------- |
| Locke                              | Vincent Price  | Curt Ackermann               | Friedrich Schoenfelder     |
| Fortunato                          | Vincent Price  | Curt Ackermann               | Friedrich Schoenfelder     |
| Waldemar                           | Vincent Price  | Curt Ackermann               | Friedrich Schoenfelder     |
| Lenora Locke                       | Maggie Pierce  | Uta Hallant                  | Anita Lochner              |
| Morella Locke                      | Leona Gage     | Anneliese Priefert           | Gisela Fritsch             |
| Helene Waldemar                    | Debra Paget    | Anneliese Priefert           | Rita Engelmann             |
| Kutscher                           | Edmund Cobb    | ?                            | Hans W. Hamacher           |
| Montresor Herringbone              | Peter Lorre    | Alfred Balthoff              | Hugo Schrader              |
| Annabel Herringbone, seine Frau    | Joyce Jameson  | Ingeborg Wellmann            | Anita Kupsch               |
| erster Polizist                    | John Hackett   | Joachim Röcker               | Knut Reschke               |
| zweiter Polizist                   | Lennie Weinrib | ?                            | Ortwin Speer               |
| Barkeeper Wilkins                  | Wally Campo    | Toni Herbert                 | ?                          |
| Vorsitzender der Wein-Gesellschaft | Alan DeWitt    | ?                            | Jochen Schröder            |
| Carmichael                         | Basil Rathbone | Arnold Marquis               | Gottfried Kramer           |
| Dr. Elliot James                   | David Frankham | Michael Chevalier            | Norbert Gescher            |

## Produktionsnotizen

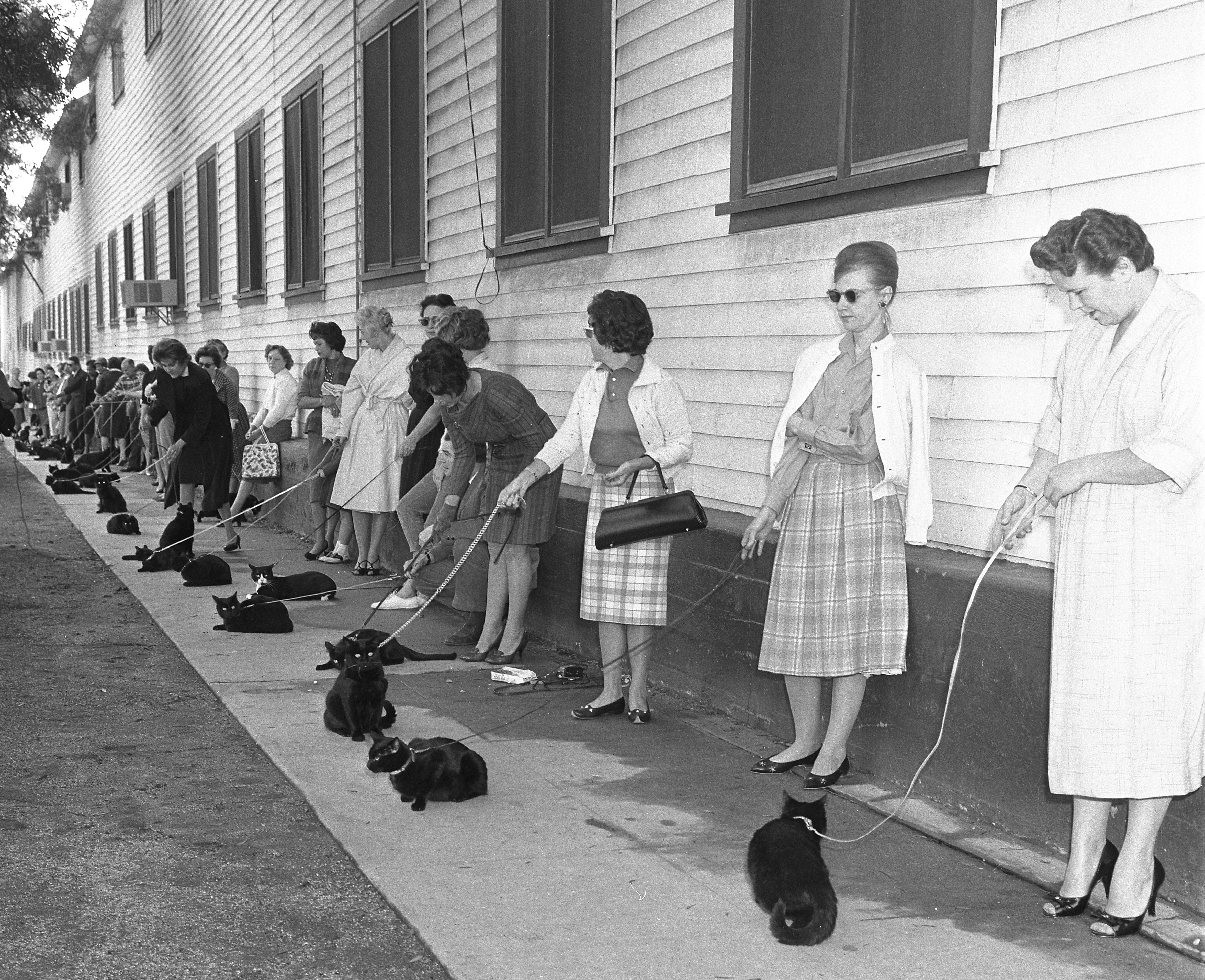
Casting für die Rolle der schwarzen Katze

Der Film wurde in nur drei Wochen Drehzeit im Spätherbst 1961 hergestellt und am 4. Juli 1962 in den USA uraufgeführt. Die deutsche Premiere fand am 17. Januar 1964 statt.
Die Herstellungsleitung lag in den Händen von James H. Nicholson und Samuel Z. Arkoff. Die Filmbauten entwarf Daniel Haller.

## Kritiken
Die meisten Kritiken – zumal diejenigen in zeitlichem Abstand zur Uraufführung – lobten den Film aus diversen Gründen. Nachfolgend einige Beispiele:

„Eine der schönsten Poe-Verfilmungen von Roger Corman, nach verschiedenen Erzählungen. (…) Corman geht sehr frei mit den Vorlagen um ("Die schwarze Katze" ist kombiniert mit "Das Faß Amontillado"), erreicht aber gerade dadurch eine besondere filmische Qualität. Die Darsteller sind hervorragend; filmgeschichtliche Bedeutung erlangt die Produktion durch die ausgeklügelte Farbdramaturgie.“

„Lorres komischer Auftritt als rachsüchtiger Ehemann, der seine ehebrecherische Frau einmauert, ist Spitze. Die seltsamen Breitwand- und Farbeffekte leiden auf dem Bildschirm.“

Die Programmübersicht der ARD befand: „Die Stärken dieser Poe-Adaptionen von Roger Corman sind der brillante Einsatz filmischer Farbeffekte und das virtuose Spiel von Peter Lorre und Vincent Price.“

„Annehmbarer Kurzgeschichten-Abriss, ziemlich kurz bezüglich Subtilität und Stil.“

Der Kritiker der New York Times hingegen hatte einiges zu bemängeln und nannte Tales of Terror, so der sehr viel stimmigere Originaltitel des Films, eine “blödsinnige, absurde und trashige Adaption” der Poe-Vorlagen.
Margaret Harford von der Los Angeles Times hingegen befand, dass Poe-Bewunderer „Tales of Terror“ zwar als „keinen Ersatz für die Originalarbeit des Meisters finden“ würden, aber den Film dennoch „unterhaltsam wie eine … Séance mit Gespenstern“ empfinden werden.
Das Fachblatt Variety wiederum urteilte, dass Regisseur und Produzent Corman mit „seinem neuesten Beitrag alles getan und einige köstliche, makabere Schauspieltalente zusammengeführt hat, die eine begehrte Intensität besitzen.“
Das große Personenlexikon des Films stellte vor allem die Kameraarbeit Floyd Crosbys heraus. Dort heißt es: “Künstlerische Ambitionen konnte er erst wieder Anfang der 60er Jahre, bei den Verfilmungen mehrerer Poe-Gruselstoffe durch den Regisseur und Produzenten Roger Corman, durchsetzen. Mit diesen Filmen vollzog Crosby eine 180-Grad-Wende gegenüber seiner Dokumentarfilm-Herkunft. In knallig-bunten, mitunter technisch verfremdeten Farbeffekten stilisierte er Cormans Inszenierungen zu unwirklich-morbiden Pop-Art-Horrormärchen.”